# Aleksey Nikolayev
Aleksey Vladimirovich Nikolayev (ros. Алексей Владимирович Николаев, ur. 5 września 1979 w Woroneżu) – uzbecki piłkarz pochodzenia rosyjskiego grający na pozycji obrońcy.

## Kariera klubowa
Karierę piłkarską Nikolayev rozpoczął w klubie Qizilqum Zarafshon. W 2000 roku zadebiutował w jego barwach w pierwszej lidze uzbeckiej. W 2002 roku zajął z nim 3. miejsce w lidze. W 2003 roku odszedł do Paxtakoru Taszkent. W latach 2003–2005 wywalczył z Paxtakorem trzy tytuły mistrza kraju oraz zdobył trzy Pucharu Uzbekistanu.
Na początku 2006 roku Nikolayev przeszedł do rosyjskiego Szynnika Jarosław. Rozegrał w nim 2 mecze, a w połowie roku odszedł do kazachskiego FK Aktöbe. W 2007 roku został z nim mistrzem Kazachstanu.
W 2008 roku Nikolayev wrócił do Uzbekistanu i został piłkarzem Bunyodkoru Taszkent, z którym został mistrzem kraju i zdobywcą krajowego pucharu. W 2009 roku grał w chińskim Shenzhen Shangqingyin, a w 2010 przeszedł do Dinama Samarkanda.
| Sezon | Klub                  | Kraj       | Rozgrywki     | Mecze | Bramki |
| ----- | --------------------- | ---------- | ------------- | ----- | ------ |
| 2000  | Qizilqum Zarafshon    | Uzbekistan | Olij Liga     | 35    | 3      |
| 2001  | Qizilqum Zarafshon    | Uzbekistan | Olij Liga     | 32    | 7      |
| 2002  | Qizilqum Zarafshon    | Uzbekistan | Olij Liga     | 29    | 4      |
| 2003  | Paxtakor Taszkent     | Uzbekistan | Olij Liga     | 27    | 1      |
| 2004  | Paxtakor Taszkent     | Uzbekistan | Olij Liga     | 23    | 0      |
| 2005  | Paxtakor Taszkent     | Uzbekistan | Olij Liga     | 22    | 2      |
| 2006  | Szynnik Jarosław      | Rosja      | Priemjer-Liga | 2     | 0      |
| 2006  | FK Aktöbe             | Kazachstan | Priemjer-Liga | 11    | 1      |
| 2007  | FK Aktöbe             | Kazachstan | Priemjer-Liga | 20    | 2      |
| 2008  | Bunyodkor Taszkent    | Uzbekistan | Olij Liga     | ?     | ?      |
| 2009  | Shenzhen Shangqingyin | Chiny      | Super League  | 26    | 0      |
| 2010  | Dinamo Samarkanda     | Uzbekistan | Olij Liga     |       |        |

## Kariera reprezentacyjna
W reprezentacji Uzbekistanu Nikolayev zadebiutował 14 maja 2002 roku w przegranym 1:4 towarzyskim spotkaniu ze Słowacją. W 2004 roku został powołany do kadry na Puchar Azji 2004. Tam wystąpił w 3 spotkaniach: z Irakiem (1:0 i czerwona kartka), z Turkmenistanem (1:0) i ćwierćfinale z Bahrajnem (2:2, k.3:4). Z kolei w 2007 roku był w kadrze na Puchar Azji 2007, jednak nie rozegrał tam żadnego meczu.